# Bunium cornigerum
Bunium cornigerum är en flockblommig växtart som beskrevs av Carl Georg Oscar Drude. Bunium cornigerum ingår i släktet jordkastanjer, och familjen flockblommiga växter. Inga underarter finns listade i Catalogue of Life.